# ズラトウースト市電
ズラトウースト市電（ロシア語: Златоустовский трамвай）は、ロシア連邦のズラトウーストに存在する路面電車。2020年現在は路線バスと共にズラトウースト市が所有する単一企業体（МУП）であるズラトウースト市域行政交通サービス（Автохозяйство администрации ЗГО）による運営が行われている。

## 概要
ウラル地方の工業都市であるズラトウーストの新旧市街地や冶金工場、ロシア鉄道のズラトウースト駅などを結ぶ路面電車。1928年に計画が打ち出され、1934年12月25日から営業運転を開始した。1950年代に実施された複線化や延伸以降、2020年現在まで全長22.5 km・線路総延長50.7 kmの路線を有しており、そのうち線路総延長の76 %以上は道路と別に設けられた専用軌道となっている。また、ウラル山脈に位置するズラトウーストを走行する事もあって線形は厳しく、途中には50 ‰というロシア連邦の路面電車における最急勾配区間が存在する。
2020年現在、以下の2系統による運行が行われている。運賃は路線バスと共通の15ルーブルで、1ヶ月分の定額制カードや6ヶ月の間特定の回数分（20回、50回、75回）利用可能な交通カードの発行も行われている。
| 系統番号 | 起点            | 終点        | 備考 |
| -------- | --------------- | ----------- | ---- |
| 1        | Машиностроитель | Университет |      |
| 3        | пл. Металлургов | ПУ-35       |      |

## 車両

### 現有車両
2021年現在、ズラトウースト市電に在籍している営業用車両は以下の通り。タトラT3を除いた全車両がウスチ＝カタフスキー車両製造工場製で、開業時から使われていた旧来の車庫から1978年に移設された車庫に在籍する。
| 形式     | 形式              | 両数 (2021年10月時点) | 備考                                           |
| -------- | ----------------- | --------------------- | ---------------------------------------------- |
| 71-605   | 71-605            | 14両                  |                                                |
| 71-605   | 71-605A           | 8両                   |                                                |
| 71-605   | 71-605RM13        | 3両                   | 機器流用車                                     |
| 71-608   | 71-608K           | 2両                   |                                                |
| 71-608   | 71-608KM          | 13両                  |                                                |
| 71-619   | 71-619KT          | 8両                   |                                                |
| 71-619   | 71-619A           | 1両                   | 運用離脱中                                     |
| タトラT3 | Tatra T3K"イシュ" | 4両                   | イジェフスク市電の車両の更新車両 5両を導入予定 |

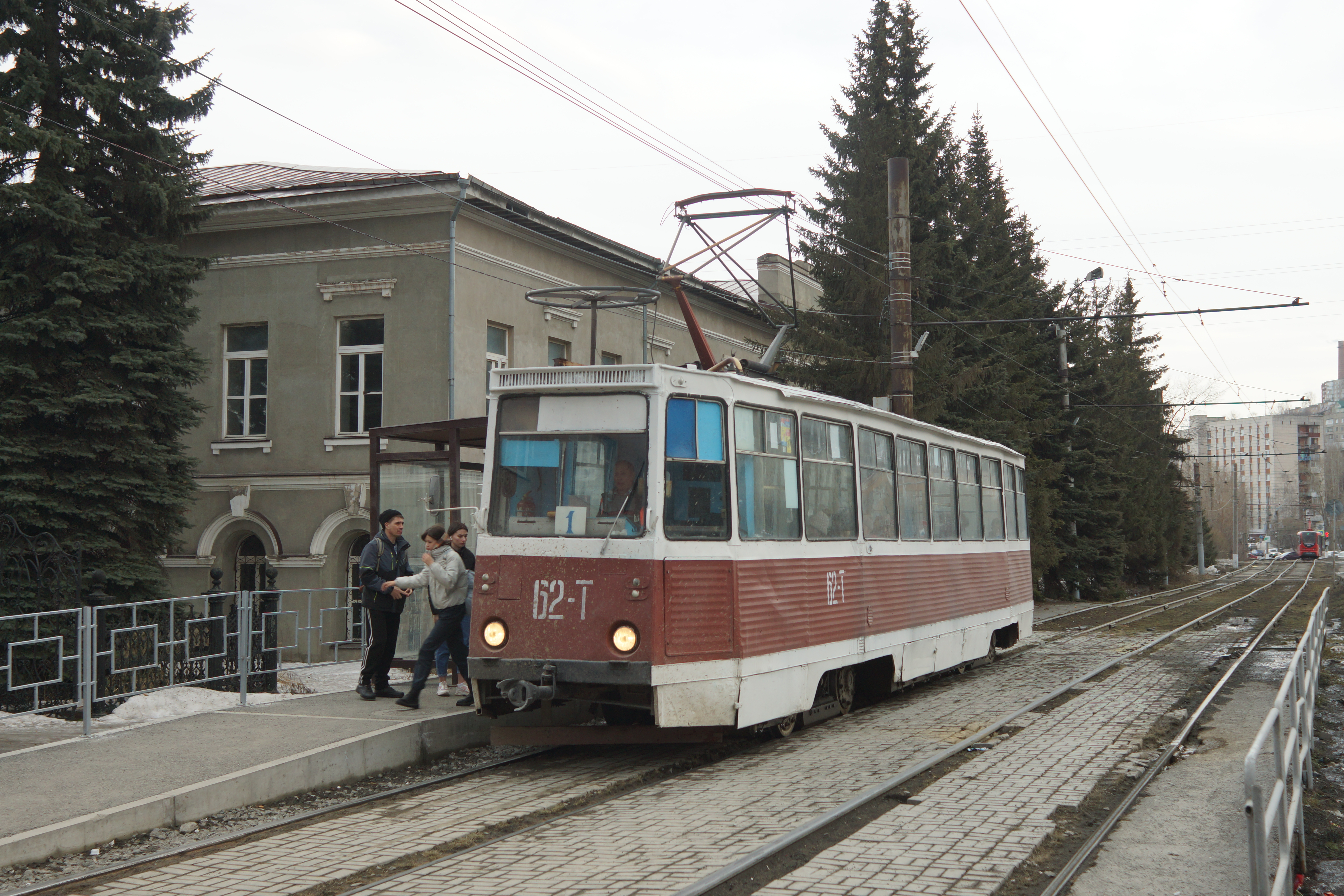
71-605A（2023年撮影）
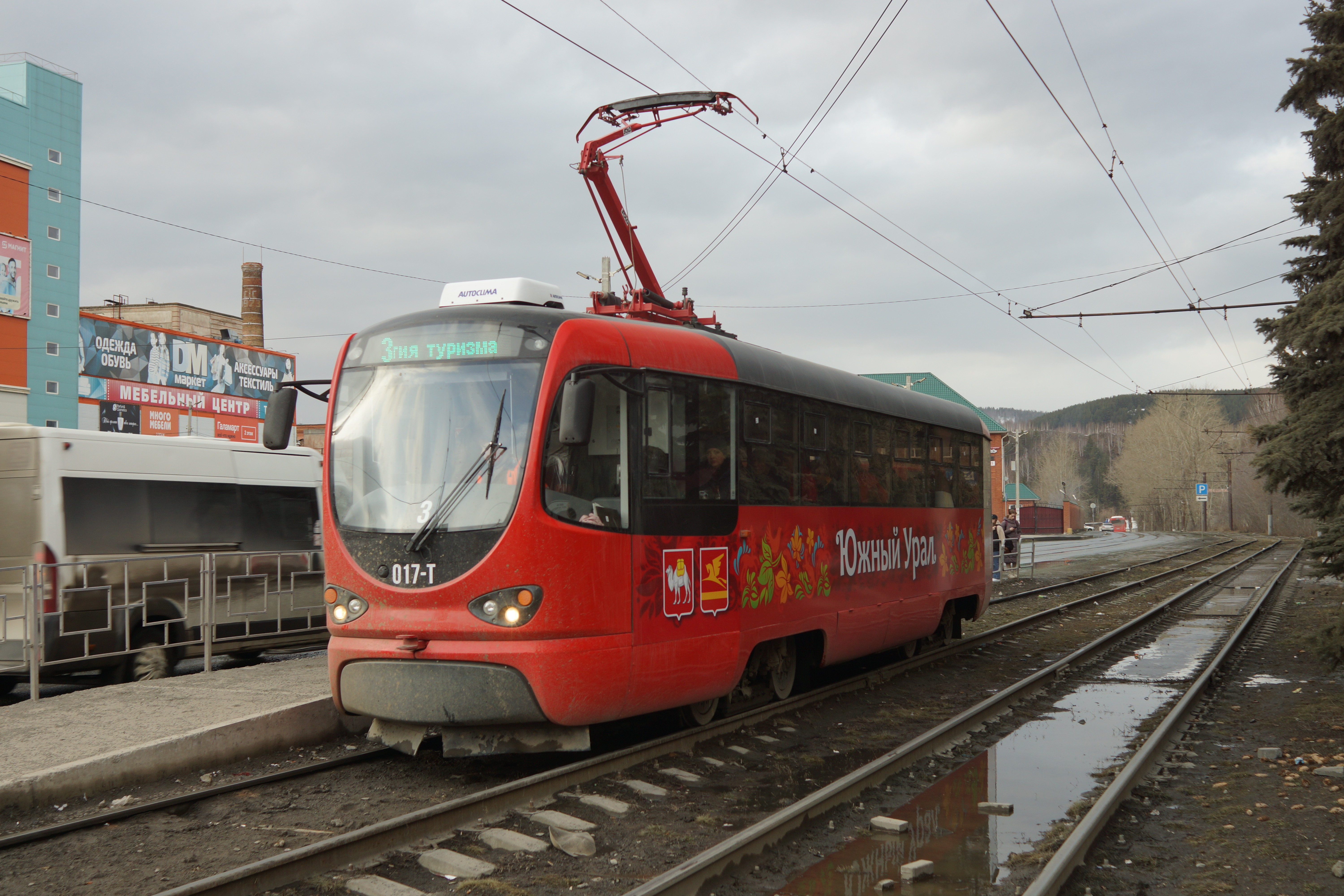
Tatra T3K"イシュ"（2023年撮影）

### 過去の車両
ズラトウースト市電にかつて在籍していた車両には、開業時に導入されたKhやMS-1、戦後初期に登場したKTM-1などの2軸車、1953年以降導入されたMTV-82やRVZ-6などのボギー車などが存在する。ただしKTM-1については導入された1958年中にチェリャビンスク市電へ転属している。